# Som spridda sädeskornen
Som spridda sädeskornen är en nattvardspsalm av Anders Frostenson från 1936 efter nattvardsbönen i Didache 9:4. Psalmen har endast en strof och uttrycker en bön om att den världsvida kyrkan ska samlas och bli ett precis som de "spridda sädeskornen" blivit ett i nattvardens bröd.
Melodin (2/2, F-dur) är en svensk folkvisa känd från 1693, samma som till Den blomstertid nu kommer, Den blida vår är inne och Som sol om våren stiger.
Den svenska texten är upphovsrättsligt skyddad till år 2077.

## Publicerad som
- Nr 196 i 1937 års psalmbok under rubriken "Nattvarden".
- Nr 71 i Den svenska psalmboken 1986, Cecilia 1986, Psalmer och Sånger 1987, Segertoner 1988 och Frälsningsarméns sångbok 1990) under rubriken "Nattvarden".
- Nr 225 i Finlandssvenska psalmboken 1986 under rubriken "Nattvarden" (med en andra vers av Per Lønning 1973).